# Marzel Becker

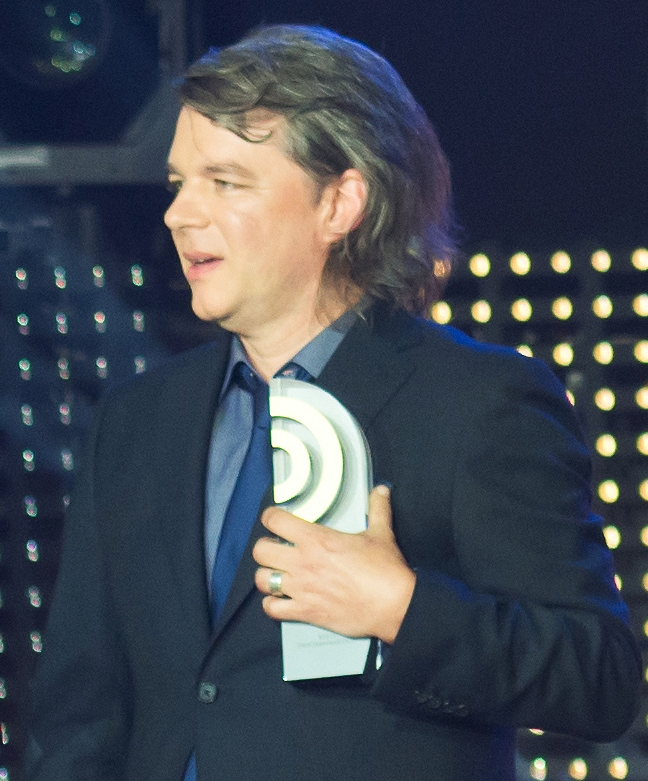
Marzel Becker bei der Verleihung des Deutschen Radiopreises 2016

Marzel Becker (* 1963 in Berlin) ist ein deutscher Hörfunkmoderator und -programmdirektor.

## Laufbahn
Becker brach ein Studium (Germanistik und Geschichte) nach drei Semestern ab und begann beim Hamburger Verlag Gruner + Jahr eine Lehre als Verlagskaufmann. Während eines Praktikums beim Münchener Sender Ufa Radio lernte er Thomas Walde kennen, der später am Aufbau des Hörfunksenders Radio Hamburg beteiligt war. Bei Radio Hamburg war Becker ab 1987 Volontär. Teils war er Ende der 1980er Jahre auch Moderator beim Berliner Sender Rias 2.
Gemeinsam mit Stephan Heller erdachte Becker für Radio Hamburg anlässlich des 800. Geburtstags des Hamburger Hafens die Hitparade Top 800, die er mit Heller während der Osterfeiertage 1989 ohne Unterbrechung moderierte. „Da es Ostern immer Probleme gab, den Dienstplan voll zu kriegen, waren unsere Chefs schnell einverstanden“, blickte Becker später darauf zurück. Diese Jahr für Jahr wiederkehrende Sendung wurde zu einem Markenzeichen des Senders und zog bei den Abschlussveranstaltungen in späteren Jahren teils mehr als 30 000 Zuschauer an. Becker moderierte die „Osterhitmarathon“ genannte Sendung in den Anfangsjahren mit Heller, später führte er mit anderen Moderatoren durch die Sendung. Zuletzt war Becker im Jahr 2000 bei der Top 811 als Moderator tätig. Anfang der 1990er Jahre gehörte Markus Lanz bei Radio Hamburg zu Beckers Arbeitskollegen.
Becker war zwischenzeitlich beim Fernsehsender Hamburg 1 sowie beim Rundfunksender Radio Magic FM tätig, 1999 kehrte er zu Radio Hamburg zurück und trat dort im Januar 2001 das Amt des Programmdirektors an. Im September 2005 wurde er zusätzlich Geschäftsführer des Senders. Ab 2009 moderierte er mit Heller beim Rundfunksender Oldie 95 sowie beim Fernsehsender Hamburg 1 die Musiksendung Beckerundheller.
2016 gehörte Becker zu den Gewinnern des Deutschen Radiopreises in der Kategorie beste Programmaktion für das „Hamburger Radiobündnis gegen Fremdenhass – für Toleranz und Mitmenschlichkeit“. Mitte Juli 2022 wurde das Ende von Beckers Tätigkeit bei Radio Hamburg bekannt.
Seit September 2023 ist Becker beim Hamburger Abendblatt als Head of Audio tätig.